# Otto von Stetten
Otto von Stetten (Bamberg, 16 maart 1862 – Schliersee, 7 augustus 1937), was een Beiers militair en aristocraat. Hij bracht het tot de hoge rang van een generaal der Cavalerie. Hij werd in de jaren voor de Eerste Wereldoorlog door de Duitse Keizer gedecoreerd met de Orde van de Rode Adelaar IIe Klasse.
In de Eerste Wereldoorlog voerde Von Stetten tot april 1918 het commando over Beierse cavalerie aan het Westfront.
In de jaren voor de Eerste Wereldoorlog en ook in deze oorlog beleefden de ridderorden een hoogconjunctuur. Een hooggeplaatst militair als Von Stetten werd dan ook veelvuldig gedecoreerd. Von Stetten droeg de volgende onderscheidingen:

## Decoraties
- Officier in de Orde van de Rijzende Zon op 19 februari 1906
- Ridder in de Orde van Verdienste van de Beierse Kroon op 20 juli 1908
- Orde van de Heilige Michaël, 4e Klasse met Kroon en Zwaarden
- Orde van de Rode Adelaar, 2e Klasse
- Kroonorde, 4e Klasse
- IJzeren Kruis, 1e Klasse op 14 november 1914
- IJzeren Kruis, 2e Klasse op 13 oktober 1914
- De Orde Pour le Mérite op 22 september 1916[1]
- Ridder in de Militaire Max Joseph-Orde op 11 oktober 1914[1]
- Commandeur in de Militaire Max Joseph-Orde op 12 mei 1918[1]
- Grootkruis in de Orde van Militaire Verdienste met de Zwaarden op 21 oktober 1915
- Grootkruis in de Albrechtsorde met de Zwaarden op 28 oktober 1915

## Militaire loopbaan
- Vierjährig-Freiwilliger: 1 oktober 1879 - 18 maart 1880[1]
- Portepeefähnrich: 18 maart 1880
- Premier-Leutnant: 29 april 1882[1]
- Premier-Leutnant: 25 maart 1891 - 14 juli 1891[1]
- Rittmeister: 7 november 1896 - 11 november 1896[1]
- Major: 29 oktober 1902 - 28 oktober 1902[1]
- Oberstleutnant: 15 augustus 1906[1]
- Oberst: 12 augustus 1908[1]
- Generalmajor: 16 oktober 1911 - 26 oktober 1911[1]
- Generalleutnant: 17 december 1913[1]
- General der Kavallerie: 17 januari 1917[1]